# Jan Brumovský
Jan Brumovský (* 26. června 1937, Levice) je bývalý československý fotbalista, útočník, trenér, reprezentant Československa, držitel stříbrné medaile z olympijských her roku 1964 v Tokiu.

## Fotbalová kariéra
Za československou reprezentaci odehrál v letech 1958–1964 čtyři utkání, třikrát startoval v B mužstvu a 15x v olympijském výběru (5 branek). V lize odehrál 229 utkání a dal 42 gólů. Hrál za Duklu Praha (1957–1970), s níž se stal šestkrát mistrem republiky – 1958, 1961, 1962, 1963, 1964, 1966 a dvakrát vyhrál Československý pohár (1961, 1965). Dvacetkrát startoval v evropských pohárech (3 góly).

## Ligová bilance
| Ročník                                   | Zápasy | Góly | Klub        |
| ---------------------------------------- | ------ | ---- | ----------- |
| 1. československá fotbalová liga 1957/58 | 12     | 1    | Dukla Praha |
| 1. československá fotbalová liga 1958/59 | 21     | 4    | Dukla Praha |
| 1. československá fotbalová liga 1959/60 | 22     | 5    | Dukla Praha |
| 1. československá fotbalová liga 1960/61 | 21     | 6    | Dukla Praha |
| 1. československá fotbalová liga 1961/62 | 22     | 5    | Dukla Praha |
| 1. československá fotbalová liga 1962/63 | 25     | 6    | Dukla Praha |
| 1. československá fotbalová liga 1963/64 | 19     | 4    | Dukla Praha |
| 1. československá fotbalová liga 1964/65 | 14     | 2    | Dukla Praha |
| 1. československá fotbalová liga 1965/66 | 17     | 4    | Dukla Praha |
| 1. československá fotbalová liga 1966/67 | 11     | 3    | Dukla Praha |
| 1. československá fotbalová liga 1967/68 | 18     | 1    | Dukla Praha |
| 1. československá fotbalová liga 1968/69 | 20     | 0    | Dukla Praha |
| 1. československá fotbalová liga 1969/70 | 8      | 1    | Dukla Praha |
| CELKEM 1. liga                           | 230    | 42   |             |

## Trenérská kariéra
Po skončení hráčské kariéry se stal trenérem, většinou působil v roli asistenta hlavního trenéra, mj. i u reprezentačního mužstva v letech 1978–1981 (bronzová medaile na mistrovství Evropy roku 1980 po boku Jozefa Vengloše).